# Tobias Meister

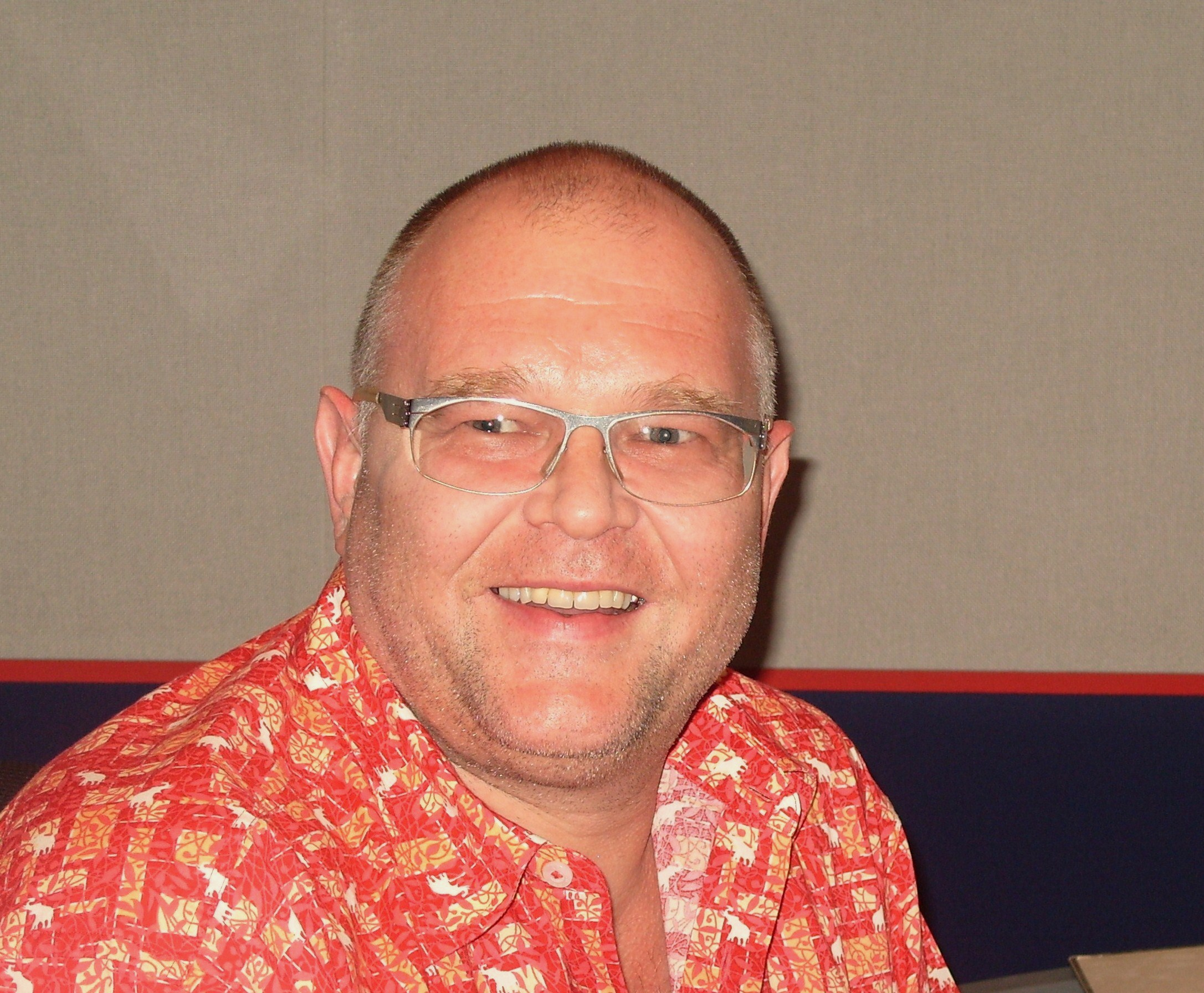
Tobias Meister (2009)

Tobias Meister (* 9. Juni 1957 in Köln) ist ein deutscher Schauspieler, Hörbuchsprecher, Synchron- und Hörspielsprecher, Synchronregisseur und Dialogbuchautor. Bekannt ist er vor allem als deutsche Feststimme der Schauspieler Brad Pitt, Kiefer Sutherland, Robert Downey Jr., Tim Robbins, Gary Sinise, Sean Penn, Jack Black, Ice Cube und Forest Whitaker.

## Leben und Wirken (Auswahl)
Der Sohn der Schauspielerin Ingeborg Stutz und des Schauspielers Harald Meister wuchs zunächst in Köln auf, wo er ab 1962 als Kinderdarsteller in Theaterinszenierungen zu sehen war. 1968 zog die Familie nach West-Berlin.

### Film und Fernsehen
Im Jahr 1972 übernahm Meister die Rolle des besten Freundes von Hauptfigur Peter Mock in Peter ist der Boss. Es folgten Engagements in einer Reihe von Spielfilmen und Fernsehproduktionen, darunter als wiederkehrender Nebendarsteller Paul Friese in der ZDF-Familienserie Unser Charly (1997–2008), als Dr. Erich Dinter in Ein Heim für Tiere (1986–1992) sowie Gastrollen in der Tatortreihe, SOKO 5113 und Detektivbüro Roth. Im Mai 1993 spielte Tobias Meister in der ZDF-Sendung Aktenzeichen XY … ungelöst einen psychisch kranken Mann.

### Synchronisation
Bekannt ist Meister jedoch in erster Linie durch seine umfangreiche Tätigkeit als Synchron- und Offsprecher.
Bis auf wenige Ausnahmen ist er seit Stand by Me – Das Geheimnis eines Sommers (1986) die deutsche Stimme von Kiefer Sutherland, seit Die Farbe des Geldes (1986) von Forest Whitaker, seit Top Gun (1986) von Tim Robbins, seit Von Mäusen und Menschen (1992) von Gary Sinise, seit Sieben (1995) von Brad Pitt, seit Higher Learning – Die Rebellen (1995) von Ice Cube, seit Mars Attacks! (1996) von Jack Black und seit The Game (1997) von Sean Penn. Darüber hinaus lieh er seine Stimme einer Vielzahl weiterer Schauspieler in Filmen und Fernsehserien, so 1999 Ralph Fiennes in Das Ende einer Affäre, Peter MacNicol in Ally McBeal (1998–2002), Numbers – Die Logik des Verbrechens (2005–2010), Grey’s Anatomy (2010–2011) und CSI: Cyber (2015–2016), Ray Romano in Alle lieben Raymond (1997–2005) und Hannah Montana (2007), Sacha Baron Cohen in Borat (2006) und Sweeney Todd (2007) und Noah Emmerich in Die Truman Show (1998), Das Gesetz der Ehre (2008) sowie in The Walking Dead (2010). Seit Beginn der ersten Comicverfilmung Iron Man (2008) synchronisierte Tobias Meister den Superhelden Iron Man, verkörpert von Robert Downey Jr., in all seinen Auftritten der Marvelfilme. Für seine Leistung als Stimme von Forest Whitaker in Der letzte König von Schottland erhielt er 2008 den Deutschen Preis für Synchron.
Seit der Prequel-Trilogie der Star-Wars-Reihe ist er die deutsche Stimme von Jedi-Meister Yoda und dem Sith-Lord Darth Maul. Im ersten Star-Wars-Spin-off-Film Rogue One: A Star Wars Story, sowie der Serie Andor spricht er den Widerstandskämpfer Saw Gerrera, gespielt von Forest Whitaker. Im zweiten Spin-off-Film Solo: A Star Wars Story spricht er erneut die Figur des Darth Maul. In den Star-Wars-Animationsserien Star Wars: Clone Wars, Star Wars: The Clone Wars, Star Wars Rebels und Star Wars: Die Mächte des Schicksals lieh er seinen Figuren abermals seine Stimme. 2023 sprach er erneut einen Charakter im Star-Wars-Universum. Für die Serie The Mandalorian synchronisierte er Jack Black als Captain Bombardier (Folge 3.06).
Im Film Nicht auflegen! spricht er einen bedrohlichen Anrufer über den ganzen Film hinweg, welcher allerdings nur 52 Sekunden im Film zu sehen ist. Jedoch spielt auch Forest Whitaker mit, von dem er eigentlich die Feststimme ist.
Im Animationsbereich ist er ebenfalls bekannt als Donkey Kong in Donkey Kongs Abenteuer und Lars Vater in der Fernsehserie zu Der kleine Eisbär (2002). Für Disney lieh er seine Stimme unter anderem dem Hula-Lehrer in den Lilo & Stitch-Filmen und der -serie und dem kleinwüchsigen Anführer der Panzerknacker Karlchen Knack aus DuckTales – Neues aus Entenhausen. In der Marvel-Serie What If…? (2023) spricht er in der zweiten Staffel Tony Stark/Iron Man.
Seit Ende der 1980er Jahre ist Meister auch als Dialogbuchautor und Synchronregisseur tätig. Er ist unter anderem für die deutschen Fassungen der Filme Ghost – Nachricht von Sam (1990), Independence Day (1996), Sleepers (1996), Galaxy Quest – Planlos durchs Weltall (1999), Planet der Affen (2001) und der Prequel-Trilogie der Star-Wars-Reihe verantwortlich.
Neben seiner Muttersprache Deutsch spricht er Englisch, Französisch und Portugiesisch und beherrscht sieben Dialekte.

### Hörproduktionen
Darüber hinaus wird Meister als Sprecher für Dokumentarfilme eingesetzt, beispielsweise in den 2007 ausgestrahlten ZDF-Produktionen Der 11. September 2001 – Mythos und Wahrheit und Wer erschoss John F. Kennedy sowie in der im November 2010 gezeigten ZDF-Dokumentation Der Krieg bleibt, die über den Afghanistan-Einsatz der deutschen Bundeswehr berichtet. Seine Stimme stellt er zudem für Werbespots in Deutschland und Österreich zur Verfügung und übernimmt Rollen in Computerspielen wie Drakensang: Am Fluss der Zeit und Portal 2 sowie Hörspielen wie die Hauptrolle in DRIZZT – Die Saga vom Dunkelelf, Geisterjäger John Sinclair, Point Whitmark und The Cruise. Als Interpret von Hörbüchern las er unter anderem die Romanvorlage des Films Fight Club (1996) von Chuck Palahniuk, Der kleine Eisbär (2002) von Hans de Beer, Der Kampf um Troja (2004) von Nadja-Christina Schneider und Die Rache des Kreuzfahrers (2005) von James Patterson.
In Oliver Dörings Hörspiel-Adaption von James Lucenos Star-Wars-Roman Labyrinth des Bösen lieh Meister einmal mehr dem Jedi-Meister Yoda seine Stimme (BookBeat: 2017).
In der Hörspielserie Monster 1983 spielte Meister Mr Nero.
2020 erschien die von Meister als Hörbuch eingelesene Romanadaption von Onward: Keine halben Sachen im Hörverlag (ISBN 978-3-8445-3711-6).
2023 wirkte Meister am Hörbuch Ausgesetzt von James W. Nichol mit (mit Norman Matt & Gerrit Schmidt-Foß, SAGA Egmont).
2025 gab er seine Stimme der Figur Ronald Fletscher in der ???-Hörspielfolge 234: „Die drei ??? und der lebende Tresor“.

### Videospiele
Des Weiteren ist Meister auch im Bereich der Videospiele als Synchronsprecher anzutreffen. Im 2008 erschienenen Spiel Call of Duty: World at War sprach er die Rolle des Sergeant Roebuck. In den Vorab-Trailern des 2010 erschienenen Spieles Mafia II sprach er die Rolle des Joe Barbaro. Im fertigen Spiel wurde die Rolle jedoch von Torsten Münchow gesprochen. Größere Sprechrollen hatte er in dem, 2009 veröffentlichten, Brütal Legend als Protagonist Eddie Riggs, der im Original von Jack Black verkörpert und gesprochen wird. Ebenfalls 2011 erschien das Spiel Portal 2, in dem Meister die Rolle des Wheatley übernahm. Seit Juli 2017 spricht er zudem die Rolle des „Doomfist“ im Egoshooter Overwatch von Blizzard. Außerdem sprach er erneut Whitaker bzw. Saw Gerrera in dem Spiel Jedi: Fallen Order.

## Filmografie (Auswahl)
- 1972: Peter ist der Boss (Fernsehserie)
- 1976: Ein Fall für Stein (Fernsehserie, eine Folge)
- 1977: Das Ende der Beherrschung (Fernsehfilm)
- 1978: Tatort: Sterne für den Orient
- 1979: Die Schulmädchen vom Treffpunkt Zoo
- 1979: Graf Dracula (beisst jetzt) in Oberbayern
- 1980: Hungerjahre – in einem reichen Land (Fernsehfilm)
- 1980: Bühne frei für Kolowitz (Fernsehfilm)
- 1980: Heiße Kartoffeln
- 1980: Drei Schwedinnen auf der Reeperbahn
- 1980: Zärtlich aber frech wie Oskar
- 1981: Die Pinups und ein heißer Typ
- 1981: Ein Kaktus ist kein Lutschbonbon
- 1981: Tatort: Katz und Mäuse (Fernsehreihe)
- 1981: Löwenzahn (Fernsehserie, eine Folge)
- 1982: Ein Kleid von Dior (Fernsehfilm)
- 1983: Wie war das damals (Fernsehfilm)
- 1985: Der lustigste Dino der Welt
- 1985: Die Nervensäge (Fernsehserie)
- 1986–1990: Ein Heim für Tiere (Fernsehserie)
- 1988: Praxis Bülowbogen (Fernsehserie, eine Folge)
- 1989: Letzten Sommer in Kreuzberg (Fernsehfilm)
- 1997–2008: Unser Charly (Fernsehserie)
- 2021: Der Reichsarzt und der Prinz (Dokumentarfilm, Sprecher)

## Auszeichnungen
- 2008: Deutscher Preis für Synchron in der Kategorie „Herausragende männliche Synchronarbeit“ als Stimme von Forest Whitaker in Der letzte König von Schottland
- 2009: Die Silhouette in der Kategorie „Bestes Dialogbuch Film“ für The Dark Knight